# Brousse (Tarn)
Brousse è un comune francese di 359 abitanti situato nel dipartimento del Tarn nella regione dell'Occitania.

## Società

### Evoluzione demografica
Abitanti censiti